# Blambangan (Bawang)
Blambangan is een bestuurslaag in het regentschap Banjarnegara van de provincie Midden-Java, Indonesië. Blambangan telt 4997 inwoners (volkstelling 2010).